# Procopius aethiops
Procopius aethiops är en spindelart som beskrevs av Tord Tamerlan Teodor Thorell 1899. Procopius aethiops ingår i släktet Procopius och familjen flinkspindlar.
Artens utbredningsområde är Kamerun. Inga underarter finns listade i Catalogue of Life.